# Temporada 2017 de TCR Europe Touring Car Series

Mapa del Adria International Raceway

La temporada 2017 del TCR Europe Touring Car Series fue la segunda edición del TCR Europe Touring Car Series, con un solo evento en Adria, Italia.

## Equipos y pilotos
| Equipo                              | Auto                         | N.º | Piloto             | C   |
| ----------------------------------- | ---------------------------- | --- | ------------------ | --- |
| LMS Racing                          | SEAT León TCR                | 4   | Olli Parhankangas  |     |
| LMS Racing                          | Audi RS3 LMS TCR (2017)      | 10  | Antti Buri         |     |
| Tecnodom                            | Opel Astra TCR               | 5   | Kevin Giacon       |     |
| DG Sport Compétition                | Peugeot 308 Racing Cup       | 7   | Aurélien Comte     |     |
| Liqui Moly Team Engstler            | Volkswagen Golf GTI TCR      | 8   | Luca Engstler      |     |
| Liqui Moly Team Engstler            | Volkswagen Golf GTI TCR      | 39  | Florian Thoma      |     |
| Team NOVADRIVER                     | Volkswagen Golf GTI TCR      | 11  | Francisco Abreu    |     |
| Innocenti - AMG Motorsport          | SEAT León TCR DSG            | 15  | Lev Tolkachev      | DSG |
| Innocenti - AMG Motorsport          | SEAT León TCR DSG            | 77  | Denis Grigoriev    | DSG |
| V-Action Racing                     | Alfa Romeo Giulietta TCR     | 16  | Luigi Ferrara      |     |
| Target Competition                  | Honda Civic Type-R TCR (FK2) | 21  | Giacomo Altoè      |     |
| Target Competition                  | Honda Civic Type-R TCR (FK2) | 99  | Josh Files         |     |
| Kraf Racing                         | Audi RS3 LMS TCR (2017)      | 44  | Plamen Kralev      |     |
| CRC - Cappellari Reparto Corse      | SEAT León TCR DSG            | 76  | Daniele Cappellari | DSG |
| Team WRT                            | Volkswagen Golf GTI TCR      | 88  | Maxime Potty       |     |
| Wildcards                           |                              |     |                    |     |
| Wildcards                           | Volkswagen Golf GTI TCR DSG  | 52  | Giovanni Altoè     | DSG |
| Wildcards                           | Volkswagen Golf GTI TCR DSG  | 53  | Sandro Pelatti     | DSG |
| Wildcards                           | Audi RS3 LMS TCR DSG (2017)  | 54  | Ermanno Dionisio   | DSG |
| Wildcards                           | Audi RS3 LMS TCR DSG (2017)  | 55  | Giovanni Berton    | DSG |
| Guest entries ineligible for points |                              |     |                    |     |
| BRC Racing Team                     | Hyundai i30 N TCR            | 30  | Gabriele Tarquini  |     |

| Icono | C          |
| ----- | ---------- |
| DSG   | DSG Trophy |

## Calendario
| Ronda | Nombre de carrera | Circuito                           | Fecha            |
| ----- | ----------------- | ---------------------------------- | ---------------- |
| 1     | Carrera de Adria  | Adria International Raceway, Adria | 27-29 de octubre |

## Resultados por carrera
| Ronda | Ronda | Ronda            | Pole Position     | Vuelta rápida     | Piloto ganador    | Equipo ganador     | Ganador DSG Trophy | Resultados |
| ----- | ----- | ---------------- | ----------------- | ----------------- | ----------------- | ------------------ | ------------------ | ---------- |
| 1     | 1     | Carrera de Adria | Gabriele Tarquini | Gabriele Tarquini | Josh Files        | Target Competition | Giovanni Altoè     | Resultados |
| 1     | 2     | Carrera de Adria |                   | Giacomo Altoè     | Gabriele Tarquini | BRC Racing Team    | Giovanni Altoè     | Resultados |

## Puntuaciones
| Pos.    | 1.º | 2.º | 3.º | 4.º | 5.º | 6.º | 7.º | 8.º | 9.º | 10.º |
| Q2      | Q2  | Q2  | Q2  | Q2  | Q2  | Q2  | Q2  | Q2  | Q2  | Q2   |
| ------- | --- | --- | --- | --- | --- | --- | --- | --- | --- | ---- |
| Pts.    | 5   | 4   | 3   | 2   | 1   |     |     |     |     |      |
| Carrera |     |     |     |     |     |     |     |     |     |      |
| Pts.    | 25  | 18  | 15  | 12  | 10  | 8   | 6   | 4   | 2   | 1    |

## Clasificaciones

### Campeonato de Pilotos
| Pos.                                    | Piloto             | ADR | ADR | Pts. |
| --------------------------------------- | ------------------ | --- | --- | ---- |
| 1                                       | Aurélien Comte     | 4   | 2   | 45   |
| 2                                       | Giacomo Altoè      | 3   | 3   | 45   |
| 3                                       | Josh Files         | 12  | 7   | 43   |
| 4                                       | Maxime Potty       | 6   | 4   | 31   |
| 5                                       | Florian Thoma      | 7   | 5   | 25   |
| 6                                       | Luigi Ferrara      | 95  | 6   | 20   |
| 7                                       | Antti Buri         | 5   | Ret | 17   |
| 8                                       | Luca Engstler      | 184 | 9   | 12   |
| 9                                       | Francisco Abreu    | 16  | 8   | 11   |
| 10                                      | Giovanni Altoé     | 8   | 10  | 8    |
| 11                                      | Plamen Kralev      | 12  | 17  | 5    |
| 12                                      | Lev Tolkachev      | 13  | 13  | 5    |
| 13                                      | Olli Kangas        | 14  | 15  | 5    |
| 14                                      | Denis Grigoriev    | 15  | 14  | 5    |
| 15                                      | Daniele Cappellari | 17  | 16  | 5    |
| 16                                      | Kevin Giacon       | DNS | DNS | 5    |
| 17                                      | Sandro Pelatti     | 10  | 11  | 3    |
| 18                                      | Ermano Dionisio    | 11  | 12  | 1    |
| NC                                      | Giovanni Berton    | WD  | WD  | 0    |
| Invitados inelegibles para sumar puntos |                    |     |     |      |
|                                         | Gabriele Tarquini  | 21  | 1   |      |
| Pos.                                    | Piloto             | ADR | ADR | Pts. |

| Color     | Resultado                                                               |
| --------- | ----------------------------------------------------------------------- |
| Oro       | Ganador                                                                 |
| Plata     | 2.ª plaza                                                               |
| Bronce    | 3.ª plaza                                                               |
| Verde     | Finalizó en los puntos                                                  |
| Azul      | Finalizó sin puntos                                                     |
| Azul      | NC - No clasificado                                                     |
| Violeta   | Ret - No terminó (Carrera)                                              |
| Rojo      | DNQ - No se clasificó                                                   |
| Negro     | DSQ - Descalificado                                                     |
| Blanco    | DNS - No empezó (carrera)                                               |
| Blanco    | WD - Retirado (fin de semana)                                           |
| Blanco    | C - Carrera cancelada                                                   |
| Sin color | DNP - Inscrito pero no participó                                        |
| Sin color | INJ - Lesionado                                                         |
| Sin color | EX - Excluido                                                           |
| Estado    | Resultado                                                               |
| Negrita   | Pole position                                                           |
| Cursiva   | Vuelta rápida                                                           |
| †         | Abandona, pero clasifica al completar el porcentaje requerido para ello |

### Trofeo de Equipos
| Pos. | Equipo                         | ADR | ADR | Pts. |
| ---- | ------------------------------ | --- | --- | ---- |
| 1    | Target Competition             | 1   | 2   | 69   |
| 1    | Target Competition             | 2   | 6   | 69   |
| 2    | DG Sport Compétition           | 3   | 1   | 40   |
| 3    | WRT Racing Team                | 5   | 3   | 27   |
| 4    | Liqui Moly Team Engstler       | 6   | 4   | 24   |
| 4    | Liqui Moly Team Engstler       | 14  | 8   | 24   |
| 5    | V-Action Racing Team           | 7   | 5   | 16   |
| 6    | LMS Racing                     | 4   | 11  | 14   |
| 6    | LMS Racing                     | 10  | Ret | 14   |
| 7    | Team NOVADRIVER                | 12  | 7   | 6    |
| 8    | Innocenti – AMG Motorsport     | 9   | 9   | 4    |
| 8    | Innocenti – AMG Motorsport     | 11  | 10  | 4    |
| 9    | Kraf Racing                    | 8   | 13† | 2    |
| NC   | CRC - Cappellari Reparto Corse | 13  | 12  | 0    |
| NC   | Teconodom                      | DNS | DNS | 0    |
| Pos. | Equipo                         | ADR | ADR | Pts. |

| Color     | Resultado                                                               |
| --------- | ----------------------------------------------------------------------- |
| Oro       | Ganador                                                                 |
| Plata     | 2.ª plaza                                                               |
| Bronce    | 3.ª plaza                                                               |
| Verde     | Finalizó en los puntos                                                  |
| Azul      | Finalizó sin puntos                                                     |
| Azul      | NC - No clasificado                                                     |
| Violeta   | Ret - No terminó (Carrera)                                              |
| Rojo      | DNQ - No se clasificó                                                   |
| Negro     | DSQ - Descalificado                                                     |
| Blanco    | DNS - No empezó (carrera)                                               |
| Blanco    | WD - Retirado (fin de semana)                                           |
| Blanco    | C - Carrera cancelada                                                   |
| Sin color | DNP - Inscrito pero no participó                                        |
| Sin color | INJ - Lesionado                                                         |
| Sin color | EX - Excluido                                                           |
| Estado    | Resultado                                                               |
| Negrita   | Pole position                                                           |
| Cursiva   | Vuelta rápida                                                           |
| †         | Abandona, pero clasifica al completar el porcentaje requerido para ello |